# Rand-Revolte

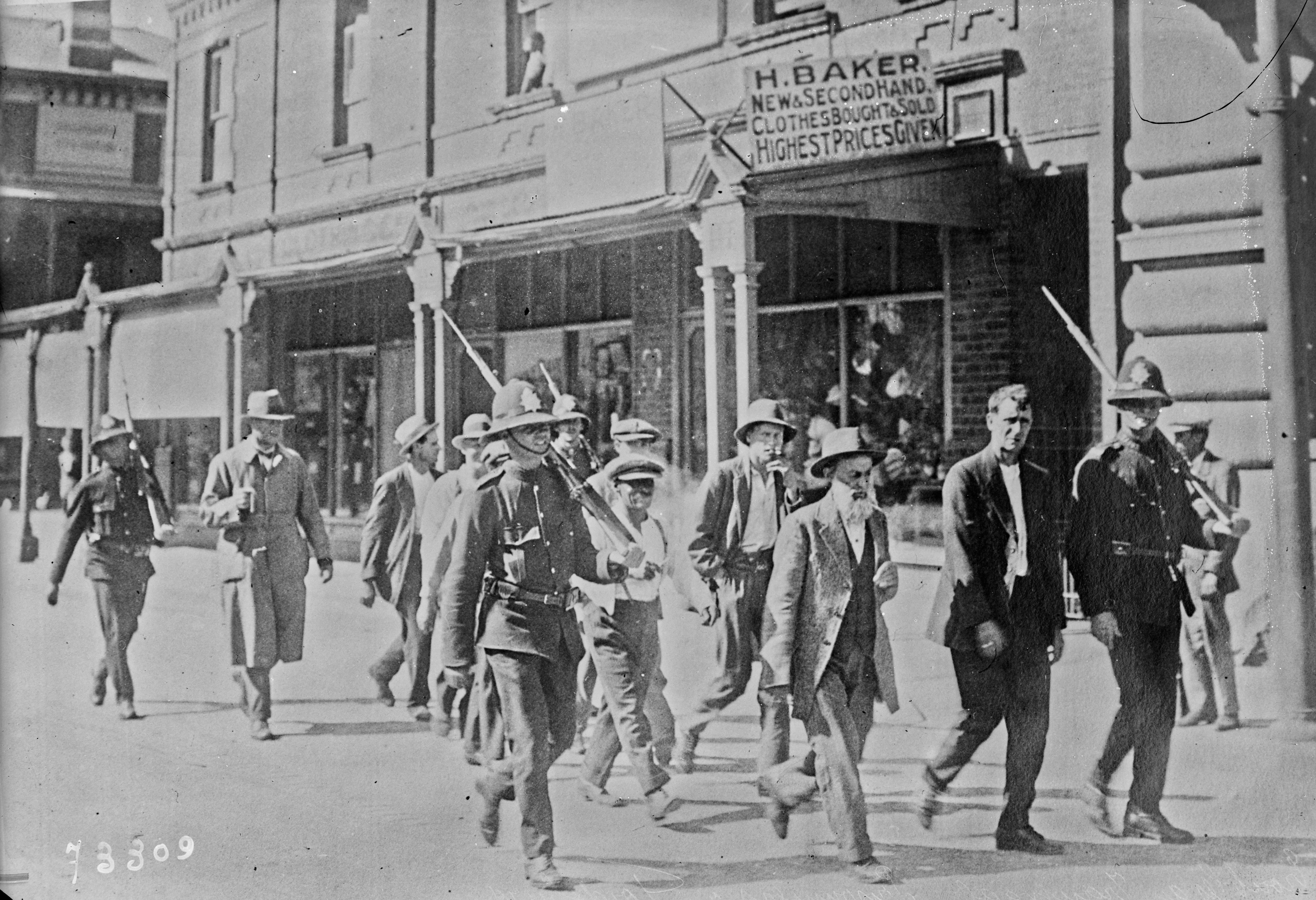
Gefangene werden in Fordsburg (Johannesburg) von der Polizei abgeführt

Die Rand-Revolte (englisch Rand Rebellion oder Rand Revolt) war eine gewaltsame Erhebung weißer Minenarbeiter in der Südafrikanischen Union im Jahr 1922, ausgelöst durch die wirtschaftlichen Verwerfungen nach dem Ende des Ersten Weltkriegs. Sie fand im März 1922 in der Bergbau- und Industrieregion am Witwatersrand statt und wurde von Regierungstruppen unter Premierminister Jan Christiaan Smuts und Jacob van Deventer niedergeschlagen.

## Hintergrund
Bereits der Zweite Burenkrieg von 1899 bis 1902 hatte in den Bergbaugebieten Südafrikas extreme wirtschaftliche Verwerfungen hervorgerufen. Minen mussten zeitweise geschlossen werden und weiße (europäischstämmige) Minenarbeiter leisteten Kriegsdienst. In den Minen herrschte eine rassistisch bestimmte Hierarchie, die von den weißen, nun vorwiegend britischen Besitzern über weiße, oft burische Aufseher, Vorarbeiter und geschulte Arbeitskräfte bis hin zu den meist ungeschulten Coloureds und schwarzen Afrikanern verlief. Nach dem Kriegsende kam es zu einem massiven Zuzug von arbeitssuchenden und ungeschulten weißen Arbeitskräften in die urbanen Gebiete des „Rand“, wodurch die bisherige Ordnung innerhalb der Minenbelegschaften aus dem Gleichgewicht geriet. Zudem begann 1904 ein Zuzug chinesischer Kontraktarbeiter in die Minenregionen, um die Produktivität wiederherzustellen. Die Minenbesitzer sahen sich zu unpopulären Maßnahmen gezwungen, die den ungestörten Weiterbetrieb sicherstellen sollten.
Ab 1910 nahm die Intensität der Arbeiterbewegung in der South African Labour Party deutlich zu und diese griff dabei Erfahrungen aus den britischen Arbeitskämpfen auf. In den Jahren 1913 und 1914 entwickelten sich Generalstreiks mit politischen Forderungen und militanten Erscheinungen. Die Ereignisse erlangte bereits 1913 eine so verhärtete Konfliktlage, dass sich die angereisten Spitzenpolitiker Botha und Smuts vor Ort um Vermittlung bemühten. Im Verlaufe ihrer Aktivitäten wurden sie bedroht und dabei physisch angegriffen. Diese Eindrücke veranlassten Smuts bei einem Generalstreik im Folgejahr, die Armee gegen die Streikenden einzusetzen, die dabei brutal vorging. Die Streikführer wurden verhaftet und ohne Gerichtsurteil in europäische Staaten abgeschoben. Der Premierminister war durch diese Ereignisse gezwungen, im Nachgang sich eine Indemnität vom Parlament bestätigen zu lassen.
Die im Zeitraum von 1907 (Bergarbeiterstreik am Witwatersrand) bis 1922 ansteigende Politisierung der Arbeiter kam durch Arbeitskämpfe bis zum Beginn des Ersten Weltkriegs zum Ausdruck. Dabei versuchten die weißen Arbeiter ihre Forderungen nach Besserstellung gegenüber den in besserbezahlte Posten aufstrebenden farbigen Arbeitern, meist Wanderarbeiter, durchzusetzen und sich gegen die Tendenz der Taylorisierung durch schwarze Arbeitskräfte in ihren Arbeitsabläufen zu wehren. Während der Kriegsperiode fanden keine nennenswerten Streikaktionen statt. Erst unmittelbar danach flammte der Konflikt mit alter Militanz wieder auf. Der britische Historiker Jeremy Krikler begründet die Rand-Revolte mit diesen vorangegangenen Ereignissen.
Nach dem Ende des Ersten Weltkriegs fiel der Goldpreis auf den internationalen Märkten, so in der Periode von Februar bis Dezember 1920 von 130 Shilling pro Feinunze auf 95 Shilling. Außerdem war es infolge des Krieges zu einer starken Inflation gekommen. Aus Sorge, dass unter diesen Bedingungen die meisten Minen unproduktiv werden würden, kam es zu Massenentlassungen, die 10.000 weiße und tausende farbige und schwarze Minenarbeiter betrafen. Die Chamber of Mines plante die Aufhebung der Ungleichstellung von weißen und farbigen Arbeitern und die Erhöhung des Anteils letzterer in den Belegschaften, um die Kosten zu senken, da deren Löhne weiterhin deutlich geringer als die weißer Arbeiter ausfielen. Die Regel, dass kein Posten, der von einem geschulten weißen Arbeiter besetzt wurde, an einen schwarzen oder farbigen Arbeiter übergehen durfte, hatte die Chamber of Mines 1918 auf Druck der weißen Arbeiter eingeführt. Gegen diese geplante Aufhebung der colour bar (sinngemäß: „Rassenschranke“) kam es 1921 zu ersten sporadischen Streiks, die im Verlauf des Jahres an Zuspruch gewannen. Im Sommer 1921 gründete sich, unter dem Eindruck der Oktoberrevolution in Russland von 1917, die Communist Party of South Africa (CPSA) unter William H. „Bill“ Andrews, die allerdings ebenfalls weiße Interessen vertrat. In ihr vereinigten sich mehrheitlich in den 1910ern entstandene Gewerkschaften und Vereinigungen, unter anderem die International Socialist League. Während die CPSA auf einen Generalstreik hinarbeitete, bereitete sich eine rivalisierende Gruppe namens Federation of Labour auf einen bewaffneten Aufstand vor.
Das neue Jahr 1922 wurde durch einen Streik in den Kohleminen des Transvaal eingeleitet, der sich bald in die Goldminen des Rand ausbreitete und an dem sich auch Arbeiter aus anderen Wirtschaftszweigen beteiligten. Bis zum 10. Januar kam die Arbeit in den Minen praktisch zum Erliegen. Bob Waterston, ein Abgeordneter der South African Labour Party, brachte im House of Assembly eine Vorlage ein, die die Ausrufung der Republik und die Bildung einer provisorischen Regierung vorsah. Der Parteiführer der rechtsgerichteten Nasionale Party im Transvaal Tielman Roos schlug in diesem Zusammenhang eine Versammlung der Mitglieder des House of Assembly in Pretoria vor, was von jenen aber abgelehnt wurde. Roos bestritt später, dass die Nasionale Party etwas mit dem Aufstand zu tun gehabt hätte.
Im Februar 1922 scheiterten die schon länger andauernden Verhandlungen zwischen den Streikenden und der South African Industrial Federation endgültig, als eine „Aktionsgruppe“ die Kontrolle übernahm, weiße Arbeiter bewaffnete und Barrikaden zu errichten begann. Die Zeitung The Star beschrieb, wie sich die Gewalt bewaffneter weißer Gruppen gegen schwarze Afrikaner und Coloureds ausbreitete, und berichtete von Schießereien und stumpfer Gewaltanwendung. Einer der Slogans der Streikenden war “Workers of the world, unite and fight for a white South Africa!” in Reminiszenz an das Motto des Kommunistischen Manifests von 1848, „Proletarier aller Länder, vereinigt euch!“

## Verlauf
Am Montag, dem 6. März 1922 wurde der Generalstreik ausgerufen, der zunächst in Kohlebergwerken Fahrt aufnahm, und am 8. März begann die offene Rebellion, als die Streikenden der Goldbergwerke am Witwatersrand den Versuch unternahmen, die Stadt Johannesburg für sich zu vereinnahmen. Die bewaffneten Arbeiter erhielten durch burische Landbewohner Verstärkung, die eigene Motive für ihren Hass auf die Smuts-Regierung mitbrachten. Gemeinsam vollzogen sich dabei pogromartige Jagdattacken auf schwarze Arbeiter. Unter Beteiligung von burischen Akteuren versuchten bewaffnete Kommandos das Postamt und das Kraftwerk der Stadt zu stürmen, was von der örtlichen Polizei verhindert wurde. Der Tag endete mit Straßenkämpfen zwischen weißen Streikteilnehmern und schwarzen Minenarbeitern. „Rote“ Gruppen beteiligten sich an den Ausschreitungen und versuchten ebenfalls sich Waffen zu beschaffen. Am folgenden Tag wurden mehrere Einheiten der Active Citizen Force (Armeereserve) in die Stadt verlegt, um die Ruhe wiederherzustellen.
Am 10. März erschütterte eine Reihe von Explosionen die Stadt und die „roten“ Gruppen traten nun verstärkt in Erscheinung. Um den Aufstand niederzuschlagen, rief Smuts den Kriegszustand aus, es wurden jetzt Einheiten der Union Defence Force entsandt und Flugzeuge der 1920 neugebildeten South African Air Force abgestellt, die im Verlauf des Konflikts Teilgebiete von Johannesburg bombardierten. Die Kämpfe hielten in der Stadt einige Tage an. Zu dieser Zeit befand sich Brakpan bereits in der Hand der Aufständischen und in Benoni und Springs fanden Straßenkämpfe mit der Polizei statt. Flugzeuge der SAAF beschossen die Rebellen und bombardierten die Workers’ Hall von Benoni. Die Polizeistationen von Brakpan und Benoni waren umkämpft. Im Johannesburger Vorort Brixton umzingelten 1500 Rebellen 183 Polizeibeamte und belagerten sie für 48 Stunden. Flugzeuge der SAAF warfen Versorgungsgüter ab, um den Polizisten zu helfen, wobei sie beschossen wurden.
Das Kriegsrecht wurde ausgerufen und Bürgerkontingente aus den umliegenden Distrikten einberufen. Am 11. März griffen die „Roten“ eine kleine Abteilung der Imperial Light Horse am Ellis Park in Doornfontein (Johannesburg) an, die ernsthafte Verluste erlitt. Eine Abteilung der Transvaal Scottish marschierte auf dem Weg ins East Rand bei Dunswart in einen Hinterhalt und erlitt gleichfalls schwere Verluste. Die Aufständischen durchsuchten Passanten in Jeppestown und Fordsburg (Stadtteile von Johannesburg) und beschossen Polizisten sowie Unbekannte, die sie verdächtigten, das Minenmanagement zu unterstützen. Aufgrund der zunehmenden Kritik an der Behandlung der Situation begab sich Premierminister Jan Christiaan Smuts selbst ins Krisengebiet und übernahm in der Nacht den Oberbefehl.
Am 12. März griffen Militäreinheiten und Bürgerkontingente die Rebellen an, die sich auf dem Brixton Ridge verschanzt hatten, und machten 2200 Gefangene. Am nächsten Tag brachten Einheiten unter Jacob van Deventer den belagerten Polizisten in Brakpan und Benoni Entsatz. Am 15. März beschoss Artillerie den Sammelpunkt der Rebellen am Fordsburg Square, der am Nachmittag an die Regierungstruppen fiel. Die Anführer der „Roten“ Percy Fisher und Harry Spendiff begingen Suizid. Samuel Alfred Long, später als Märtyrer der Aufständischen verehrt, wurde bei dieser Gelegenheit gefangen genommen, noch im selben Jahr von einem Sondergericht wegen Mordes verurteilt und am 17. November mit zwei weiteren Verurteilten im Zentralgefängnis von Pretoria gehängt.
Vom 15. bis 19. März führte das Militär Patrouillen, Razzien und Hausdurchsuchungen durch, wobei viele weitere Aufständische gefangen genommen wurden. Am 16. März gab das Hauptquartier der UDF eine Verlautbarung ab, wonach der Aufstand ein Versuch von Bolschewisten, internationalen Sozialisten und Kommunisten, eine soziale Revolution zu entfachen, gewesen sei. Um Mitternacht des 18. März wurde der Aufstand für beendet erklärt.

## Folgen

Blue Plaque am Fordsburg Square, angebracht 2013

Die Rand-Revolte hatte in allen Teilen der betroffenen Gemeinschaften viel menschliches Leid zur Folge und kostete rund 200 Menschenleben und mehr als 1000 Verletzte. Die Niederschlagung des Aufstands und die Arbeitsausfälle verursachten Kosten in Höhe von mehreren Millionen Südafrikanischen Pfund. 15.000 Arbeiter verloren ihre Arbeit und die Goldproduktion sackte ab. Etliche der Aufständischen wurden deportiert und einige für Taten, die einem Mord entsprachen, zum Tode verurteilt. Vier der Anführer des Aufstands wurden ebenfalls verurteilt, sie sangen beim Betreten die Hinrichtungsstätte das sozialistische Lied The Red Flag.
Smuts wurde für seine harten Maßnahmen bei der Niederschlagung des Aufstands weithin kritisiert. Er verlor an Unterstützung in der Wählerschaft und seine Partei, die South African Party, verlor die Parlamentswahl von 1924 gegen Barry Hertzogs Nasionale Party, die daraufhin mit der South African Labour Party eine Koalition einging. Die weißen Minenarbeiter wurden gezwungen, die Maßnahmen der Minenbesitzer wie Lohnsenkungen zu akzeptieren, und die Goldproduktion stieg wieder an, bedingt durch zunehmende Beschäftigung farbiger Arbeitskräfte und durch arbeitssparende Maßnahmen. Mit der zunehmenden Industrialisierung in den Ballungszentren Südafrikas geriet die Regierung unter Druck, mehr für den Schutz der Privilegien der unterschiedlich gut ausgebildeten weißen Arbeiter, nicht nur im Minensektor, sondern auch im produzierenden Gewerbe, zu unternehmen.
Die Koalition aus NP und SALP verabschiedete ab 1924 mehrere Gesetze zu diesen Zwecken, die die „Rassensegregation“ in Südafrika vorantrieben und als Vorphase zur Apartheid gelten. Zu diesen Rechtsnormen gehören der Industrial Conciliation Act (No. 11, 1924), der Minimum Wages Act (No. 27, 1925) und der Mines and Works Amendment Act von 1926.
Die CPSA sah sich ab 1924 zu einer Umkehr ihrer Politik veranlasst, fast exklusiv die Interessen weißer Arbeitnehmer zu vertreten. 1925 machten Schwarze bereits die Mehrzahl der Mitglieder aus und 1928 nahm die Partei, nicht ohne Druck seitens der Komintern, das Ziel von einer Native Republic an, womit die indigene, nichtweiße Bevölkerung gemeint war.

## Rezeption in Medien und Kultur
Die South African Broadcasting Corporation produzierte 1984 eine achtteilige Fernsehserie unter dem Titel 1922, die die Ereignisse thematisiert.
In Agatha Christies Kriminalroman Der Mann im braunen Anzug (1924) wird die Revolte als Hintergrund des Plots verwendet, ohne dass näher auf die Ursachen und Umstände eingegangen wird. Christie hatte 1922 eine Weltreise zur Propagierung der British Empire Exhibition unternommen, bei der sie auch in Südafrika Station machte.